# 翁広平
翁 広平（おう こうへい、Weng Guangping、1760年 ‐ 1842年）、字は海琛、号は海村または鶯漁翁。清の歴史家。
江蘇省平望鎮出身。科挙に何度も落第し、47歳の時に初めて府学生となり、1821年に孝廉方正に挙げられた。詩、書、古文に通じ、外国の書物を読むことを好んだ。「海外の奇書」である『吾妻鏡』を入手し、数十種類の日本の史書を参考にして、1814年に『吾妻鏡補』三十巻を完成させた。『吾妻鏡補』は世系表十巻と地理志・風土志・食貨志・職官志・芸文志・兵事志など二十巻からなる。完成までには7年の歳月がかかり、原稿を5回にわたって改めたという。その他の著作には『書湖州荘氏史獄』、『聴鶯居文鈔』、『平望志』などがある。